# Dampierre-le-Château
Dampierre-le-Château is een gemeente in het Franse departement Marne (regio Grand Est) en telt 102 inwoners (2009). De plaats maakt deel uit van het arrondissement Châlons-en-Champagne.

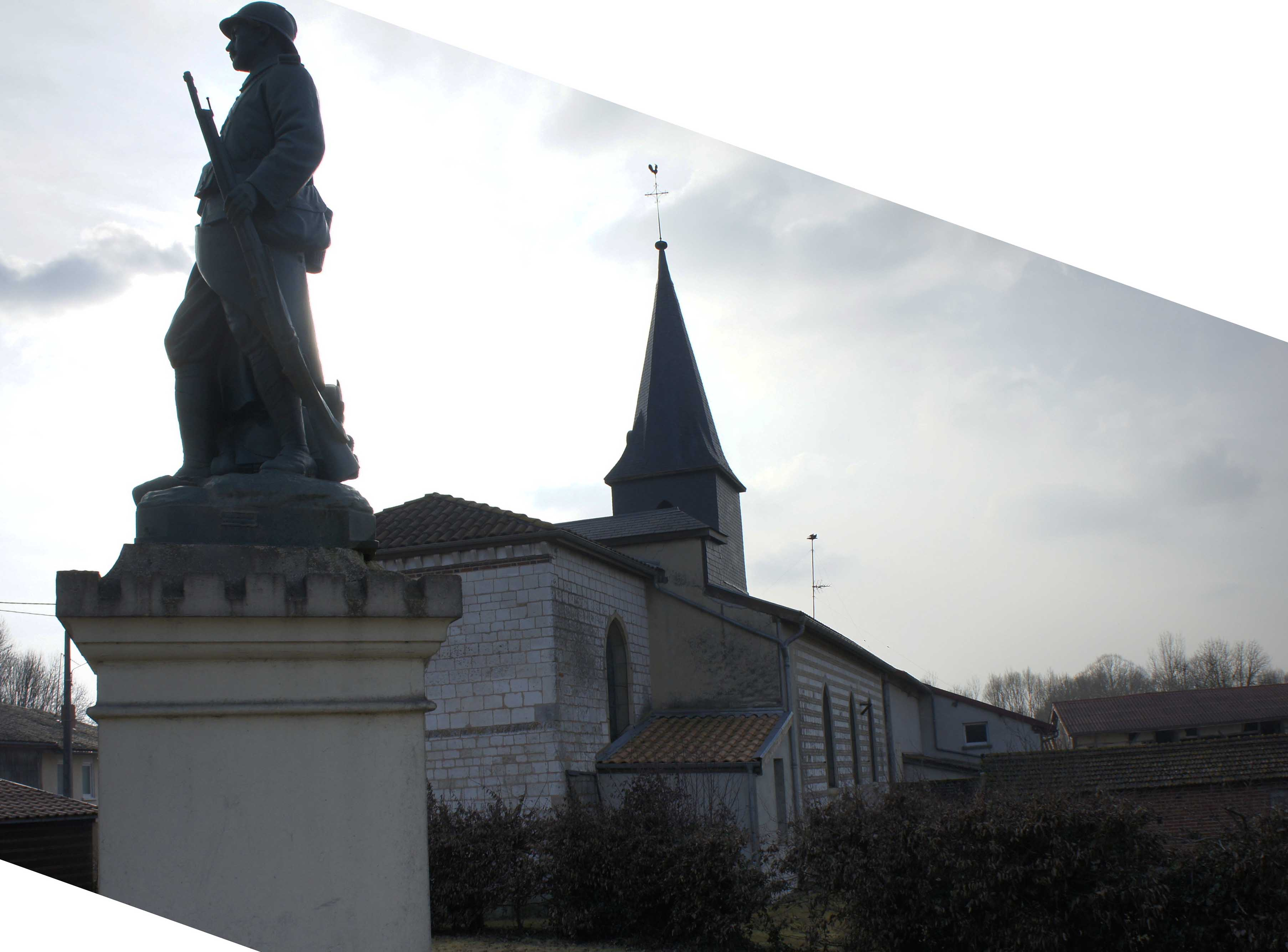
Monument en kerk van Dampierre-le-Château
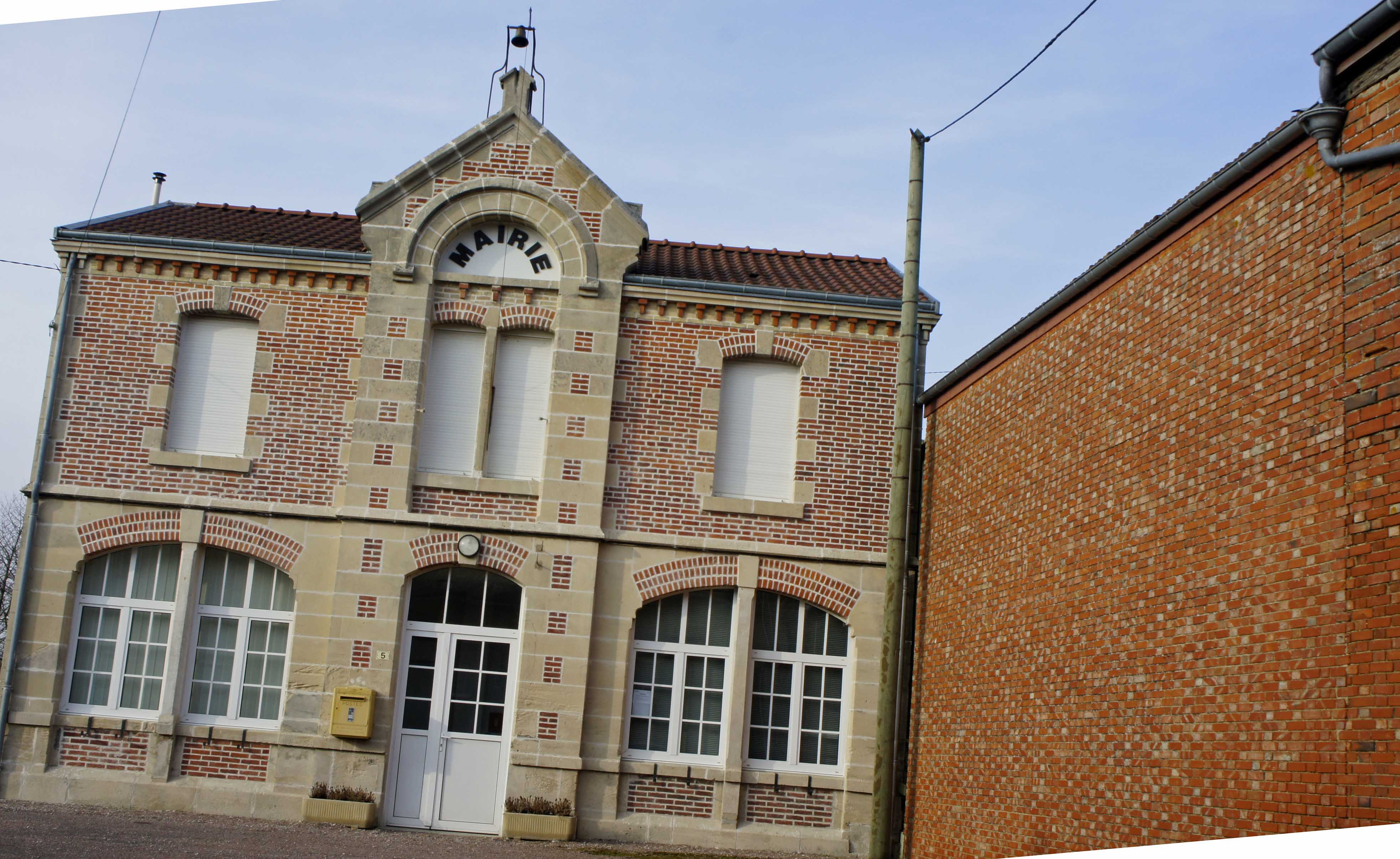
Gemeentehuis

## Geografie
De oppervlakte van Dampierre-le-Château bedraagt 10,7 km², de bevolkingsdichtheid is dus 9,5 inwoners per km².
De onderstaande kaart toont de ligging van Dampierre-le-Château met de belangrijkste infrastructuur en aangrenzende gemeenten.

## Demografie
Onderstaande figuur toont het verloop van het inwonertal (bron: INSEE-tellingen).